# Zickenterror an der High School
Zickenterror an der High School ist eine US-amerikanische Horrorkomödie von John T. Kretchmer aus dem Jahr 2005.

## Handlung
Danielle, Tiffany und Brooke sind die drei beliebtesten und gemeinsten Schülerinnen der High School. Während die Anführerin Danielle gewohnt ist, das zu bekommen, was sie sich wünscht, ist sie nicht in der Lage, den einsamen Ex-Sportler Drew für sich zu gewinnen, da dieser um seine vor einem Jahr verstorbene Freundin Charity Chase trauert. Obwohl angenommen wurde, dass Charity sich umgebracht hat, war dies nicht der Fall, denn Danielle, Tiffany und Brooke lockten Charity an einen Abhang und brachten sie dort um.
An Charitys erstem Todestag kommt die neue, rumänische Austauschstudentin Katarina in die Klasse des unbeholfenen Medienwissenschaftslehrers Mr. Chauncey. Katarina und Drew freunden sich sofort an. Danielle ist neidisch auf Katarina und tut alles, was in ihrer Macht steht, um zu verhindern, dass aus der Freundschaft Liebe wird. Um ihm nahe zu sein, arbeitet Danielle in einem Seniorenheim, in dem auch Drew arbeitet. Sie soll sich um eine Dame kümmern, von der sie glaubt, sie sei im Koma. Danielle, Tiffany und Brooke nutzen die Gelegenheit, um aus dem Schrank der Dame deren Schokolade zu nehmen und aufzuessen.
In den folgenden zwei Wochen bemerken die drei Schülerinnen, dass etwas Merkwürdiges mit ihnen passiert. Sie bekommen Rückenschmerzen und ihre Haare werden grau – sie stellen entsetzt fest, dass sie in rasantem Tempo altern. Sie glauben, dass dies etwas mit Katarina zu tun hat, die ihrer Vorstellung nach der wiedergekehrte Geist der verstorbenen Charity Chase ist und nun Rache sucht. Sie teilen dies auch Katharina mit, die dies entschieden abwehrt. Die drei entscheiden, dass der einzige Weg, ihre Jugend wiederzugewinnen, ist, Drew umzubringen, damit seine Seele sich mit Charity vereinigen kann.
In der Nacht, in der Danielle ihren 18. Geburtstag feiert, locken die drei Drew an denselben Platz, an dem sie auch Charity umgebracht haben. Danielle bedroht ihn mit einer Waffe. Dann kommt Katharina und bekräftigt, dass sie nicht Charitys Geist ist. Danielle überlegt kurz, entscheidet sich dann aber dafür, die beiden gleichwohl umzubringen. Brooke meint, dass die drei zu weit gegangen seien, und versucht, Danielle davon abzuhalten. Als Danielle Katarina anschießt, blutet diese und Danielle erkennt, dass Katarina kein Geist ist. Drew gelingt es, Danielle die Pistole abzunehmen. In dem Gefecht wird auch der verkleidete Mr. Chauncey angeschossen. Danielle und Tiffany brechen schließlich vor Erschöpfung zusammen.
Die beiden werden in ein Seniorenheim eingeliefert. Tiffany hängt an Maschinen und Danielle ist kaum noch lebendig. Dann erscheint die ältere Dame aus dem Seniorenheim, um die sich Danielle eigentlich kümmern sollte. Sie enthüllt, dass sie Charitys Großmutter war und dass sie während ihrer Zeit im Seniorenheim zwar nicht sprechen konnte, aber gut hören und sehen, was Danielle über den Mord an Charity erzählte. Sie erzählt, dass sie die Schokolade, von der sie wusste, dass die Mädchen diese essen würde, mit einem chemischen Alterungsmittel vergiftet hat, das sie vom Mann einer Freundin bekommen hat. Während Danielle und Tiffany das meiste der vergifteten Schokolade gegessen haben, hatte sich Brooke eher unter Kontrolle und hat deshalb weniger Gift zu sich genommen. Danielle zeigt der Dame den Mittelfinger und stirbt.
Auf der Beerdigung von Danielle und Tiffany sind alle Hauptcharaktere anwesend. Drew und Katarina sind nun ein Paar, und Brooke, die nach einer Schönheitsoperation um die 50 Jahre alt aussieht, ist nun mit Mr. Chauncey zusammen, der ihr als derjenigen mit der geringsten Schuld ihre Tat vergeben hat.
Danielle und Tiffany sind nun in einem luxuriös eingerichteten Haus und glauben, sie seien im Himmel. Dann erscheint jedoch der Mitschüler, der mit seiner unerfüllten Liebe zu Danielle diese immer am meisten geplagt hat, und es stellt sich heraus, dass dieser sich umgebracht hat, um immer bei Danielle sein zu können. Somit ist den beiden nun klar, dass sie in der Hölle sind.

## Kritik
Das Lexikon des internationalen Films schrieb, der Film sei eine „[b]emühte Mystery-Highschool-Komödie“, gespickt mit „unglaublich fadenscheinigen Slapstick-Gags“.

## Produktion
Der Film hatte ursprünglich den Originaltitel A Fate Totally Worse than Death und basierte auf dem gleichnamigen Roman von Paul Fleischman. Der Film wurde in Vancouver, Kanada gedreht. Einige Szenen wurden am kanadischen Cleveland-Damm gedreht. Janet Leigh und Jonathan Brandis spielten in dem bereits im Jahr 2000 gedrehten Film ihre letzten Filmrollen vor ihrem Tod und waren zum Erscheinungsdatum des Filmes bereits verstorben. Obwohl der Film auf dem Marché du Film in Cannes seine Premiere feierte, wurde er erst fünf Jahre später auf DVD veröffentlicht.